# Suecia en la Copa Mundial de Fútbol de 2002
La selección de Suecia fue uno de los 32 equipos participantes en la Copa Mundial de Fútbol de 2002, torneo que se llevó a cabo del 31 de mayo al 30 de junio en Corea del Sur y Japón.
La odisea sueca inició frente a nada más y nada menos que a la dura selección inglesa, en un partido duro donde iniciaron perdiendo por el gol de Sol Campbell, resultado con el cual se fueron al segundo tiempo. Allí, Niclas Alexandersson le dio el empate a los suecos, dándoles su primer punto.
Su segundo partido fue frente a Nigeria, rival que a pesar de parecer una victoria fácil, sufrieron para vencerlos ya que empezaron perdiendo por 1:0 por el gol de Julius Aghahowa al minuto 27', sin embargo, el milagroso doblete de Henrik Larsson en los minutos 35' y 63' (este último gol fue de penal), dieron por sentado la victoria de los escandinavos.
El último reto del grupo era frente a la Argentina de Bielsa, que venía de hacer una participación floja tras ganar 0:1 ante los nigerianos y perder por el mismo marcador ante Inglaterra, y que además estaba al borde de la eliminación. El primer tiempo terminó sin goles, teniendo que reservarse la emoción para el segundo tiempo. Ya el segundo tiempo del complemento, los escandinavos se adelantaron con un gol de tiro libre de Anders Svensson. En el final del partido, los argentinos empataron gracias a un rebote de Hernán Crespo tras un penal fallado de Ariel Ortega, lo que no evitó la temprana eliminación de Argentina y la clasificación como primera de grupo de la selección sueca al lado de Inglaterra.
En los octavos de final, le tocó enfrentarse a la que sería la sorpresa de ese mundial, la selección de Senegal, partido que sería la despedida de los suecos, ya que tras ganar 1:0 gracias al tempranero gol de Larsson, el senegalés Henri Camara empató no mucho después. Finalmente tras empatar en los 90 minutos, Camara volvió a marcar el gol de oro que le dio el histórico pase a Senegal a los cuartos de final en su primer mundial, y concretó la eliminación de los suecos.

## Clasificación

### Grupo 4

#### Tabla de posiciones
| Equipo              | Pts | PJ | PG | PE | PP | GF | GC |
| ------------------- | --- | -- | -- | -- | -- | -- | -- |
| Suecia              | 26  | 10 | 8  | 2  | 0  | 20 | 3  |
| Turquía             | 21  | 10 | 6  | 3  | 1  | 18 | 8  |
| Eslovaquia          | 17  | 10 | 5  | 2  | 3  | 16 | 9  |
| Macedonia del Norte | 7   | 10 | 1  | 4  | 5  | 11 | 18 |
| Moldavia            | 6   | 10 | 1  | 3  | 6  | 6  | 20 |
| Azerbaiyán          | 5   | 10 | 1  | 2  | 7  | 4  | 17 |

### Partidos
| Fecha                   | Lugar      | Partido    | Partido | Partido   | Partido | Partido    |
| ----------------------- | ---------- | ---------- | ------- | --------- | ------- | ---------- |
| 2 de septiembre de 2000 | Bakú       | Azerbaiyán |         | 0:1 (0:1) |         | Suecia     |
| 7 de octubre de 2000    | Gothenburg | Suecia     |         | 1:1 (0:0) |         | Turquía    |
| 11 de octubre de 2000   | Bratislava | Eslovaquia |         | 0:0       |         | Suecia     |
| 24 de marzo de 2001     | Gothenburg | Suecia     |         | 1:0 (1:0) |         | Macedonia  |
| 28 de marzo de 2001     | Chisináu   | Moldavia   |         | 0:2 (0:0) |         | Suecia     |
| 2 de junio de 2001      | Solna      | Suecia     |         | 2:0 (1:0) |         | Eslovaquia |
| 6 de junio de 2001      | Gothenburg | Suecia     |         | 6:0 (1:0) |         | Moldavia   |
| 1 de septiembre de 2001 | Skopje     | Macedonia  |         | 1:2 (0:2) |         | Suecia     |
| 5 de septiembre de 2001 | Estambul   | Turquía    |         | 1:2 (0:0) |         | Suecia     |
| 7 de octubre de 2001    | Solna      | Suecia     |         | 3:0 (0:0) |         | Azerbaiyán |

## Jugadores
Entrenadores:  Lars Lagerbäck y  Tommy Söderberg
| No. | Pos. | Jugador              | Fecha de nacimiento (edad)         | Apa. | Club          |
| --- | ---- | -------------------- | ---------------------------------- | ---- | ------------- |
| 1   | POR  | Magnus Hedman        | 19 de marzo de 1973 (29 años)      | 44   | Coventry City |
| 2   | DEF  | Olof Mellberg        | 3 de septiembre de 1977 (24 años)  | 21   | Aston Villa   |
| 3   | DEF  | Patrik Andersson     | 18 de agosto de 1971 (30 años)     | 95   | Barcelona     |
| 4   | DEF  | Johan Mjällby        | 9 de febrero de 1971 (31 años)     | 35   | Celtic        |
| 5   | DEF  | Michael Svensson     | 25 de noviembre de 1975 (26 años)  | 11   | Troyes        |
| 6   | MED  | Tobias Linderoth     | 21 de abril de 1979 (23 años)      | 19   | Everton       |
| 7   | MED  | Niclas Alexandersson | 29 de diciembre de 1971 (30 años)  | 58   | Everton       |
| 8   | MED  | Anders Svensson      | 17 de julio de 1976 (25 años)      | 24   | Southampton   |
| 9   | MED  | Fredrik Ljungberg    | 16 de abril de 1977 (25 años)      | 31   | Arsenal       |
| 10  | DEL  | Marcus Allbäck       | 5 de julio de 1973 (28 años)       | 18   | Heerenveen    |
| 11  | DEL  | Henrik Larsson       | 20 de septiembre de 1971 (30 años) | 67   | Celtic        |
| 12  | POR  | Magnus Kihlstedt     | 29 de febrero de 1972 (30 años)    | 12   | Copenhagen    |
| 13  | DEF  | Tomas Antonelius     | 7 de mayo de 1973 (29 años)        | 6    | Copenhagen    |
| 14  | DEF  | Erik Edman           | 11 de noviembre de 1978 (23 años)  | 5    | Heerenveen    |
| 15  | DEF  | Andreas Jakobsson    | 6 de octubre de 1972 (29 años)     | 12   | Hansa Rostock |
| 16  | DEF  | Teddy Lučić          | 15 de abril de 1973 (29 años)      | 41   | AIK           |
| 17  | MED  | Magnus Svensson      | 10 de marzo de 1969 (33 años)      | 24   | Brøndby       |
| 18  | MED  | Mattias Jonson       | 16 de enero de 1974 (28 años)      | 23   | Brøndby       |
| 19  | MED  | Pontus Farnerud      | 4 de junio de 1980 (21 años)       | 2    | Monaco        |
| 20  | MED  | Daniel Andersson     | 28 de agosto de 1977 (24 años)     | 38   | Venezia       |
| 21  | DEL  | Zlatan Ibrahimović   | 3 de octubre de 1981 (20 años)     | 9    | Ajax          |
| 22  | DEL  | Andreas Andersson    | 10 de abril de 1974 (28 años)      | 32   | AIK           |
| 23  | POR  | Andreas Isaksson     | 3 de octubre de 1981 (20 años)     | 1    | Djurgården    |

## Participación

### Primera ronda

#### Grupo F
| Equipo     | Pts | PJ | PG | PE | PP | GF | GC | Dif |
| ---------- | --- | -- | -- | -- | -- | -- | -- | --- |
| Suecia     | 5   | 3  | 1  | 2  | 0  | 4  | 3  | 1   |
| Inglaterra | 5   | 3  | 1  | 2  | 0  | 2  | 1  | 1   |
| Argentina  | 4   | 3  | 1  | 1  | 1  | 2  | 2  | 0   |
| Nigeria    | 1   | 3  | 0  | 1  | 2  | 1  | 3  | -2  |

| 2 de junio de 2002, 18:30 | Inglaterra   | 1:1 (1:0) | Suecia            | Estadio Saitama 2002, Saitama                                     |                                                                   |
|                           | Campbell 24' | Reporte   | Alexandersson 59' | Asistencia: 52.721 espectadores Árbitro(s): Carlos Simon (Brasil) | Asistencia: 52.721 espectadores Árbitro(s): Carlos Simon (Brasil) |

| 7 de junio de 2002, 15:30 | Suecia                  | 2:1 (1:1) | Nigeria      | Estadio de las Alas, Kōbe                                         |                                                                   |
|                           | Larsson 35', 63' (pen.) | Reporte   | Aghahowa 27' | Asistencia: 36.194 espectadores Árbitro(s): René Ortube (Bolivia) | Asistencia: 36.194 espectadores Árbitro(s): René Ortube (Bolivia) |

| 12 de junio de 2002, 15:30 | Suecia       | 1:1 (0:0) | Argentina  | Estadio de Miyagi, Miyagi                                                        |                                                                                  |
|                            | Svensson 59' | Reporte   | Crespo 88' | Asistencia: 45.777 espectadores Árbitro(s): Ali Bujsaim (Emiratos Árabes Unidos) | Asistencia: 45.777 espectadores Árbitro(s): Ali Bujsaim (Emiratos Árabes Unidos) |

### Octavos de final
| 16 de junio de 2002, 15:30 | Suecia      | 1:2 (1:1, 1:1) (t. s.) | Senegal             | Estadio del Gran Ojo, Ōita                                           |                                                                      |
|                            | Larsson 11' | Reporte                | H. Camara 37', 104' | Asistencia: 39.747 espectadores Árbitro(s): Ubaldo Aquino (Paraguay) | Asistencia: 39.747 espectadores Árbitro(s): Ubaldo Aquino (Paraguay) |